# جيمس لي (لاعب كرة قدم أمريكية)
جيمس لي (بالإنجليزية: James Lee)‏ هو لاعب كرة قدم أمريكية أمريكي، ولد في 12 مارس 1980 في سايلم في الولايات المتحدة، وتوفي في 24 يونيو 2016 في يوريكا في الولايات المتحدة.

## وصلات خارجية
- جيمس لي على موقع مرجع كرة القدم المحترفة.كوم (الإنجليزية)